# مقاطعة كودينغتون (داكوتا الجنوبية)
كودينغتون (بالإنجليزية: Codington)‏ هي إحدى مقاطعات ولاية داكوتا الجنوبية في الولايات المتحدة الأمريكية.